# West Coast Tour (gira de R5)
West Coast Tour es la primera gira de la banda estadounidense R5, donde uno de los miembros Ross Lynch es el protagonista de la comedia de Disney Channel, Austin & Ally. Esta gira es patrocinada por Radio Disney y la gira dio comienzo el 3 de mayo de 2012 y finalizó el 15 de mayo de 2012.

## Fechas de la gira
| Fecha                        | Ciudad         | País           | Lugar             |
| ---------------------------- | -------------- | -------------- | ----------------- |
| América del Norte            |                |                |                   |
| Jueves, 3 de mayo de 2012    | Orangevale     | Estados Unidos | The Boardwalk     |
| Viernes, 4 de mayo de 2012   | Bakersfield    | Estados Unidos | The Underground   |
| Sábado, 5 de mayo de 2012    | Santa Ana      | Estados Unidos | Yost Theater      |
| Domingo, 6 de mayo de 2012   | Phoenix        | Estados Unidos | Crescent Ballroom |
| Miércoles, 9 de mayo de 2012 | Denver         | Estados Unidos | Bluebird Theatre  |
| Jueves, 10 de mayo de 2012   | Salt Lake City | Estados Unidos | Club Sounds       |
| Viernes, 11 de mayo de 2012  | Boise          | Estados Unidos | The Venue         |
| Domingo, 13 de mayo de 2012  | Seattle        | Estados Unidos | El Corazón        |
| Lunes, 14 de mayo de 2012    | Portland       | Estados Unidos | Hawthorne Theatre |
| Martes, 15 de mayo de 2012   | San Francisco  | Estados Unidos | SLIMS             |